# Caproventuria
Caproventuria — рід грибів родини Venturiaceae. Класифіковано у 1998 році.

## Класифікація
До роду Caproventuria відносять 2 види:
- Caproventuria hanliniana
- Caproventuria hystrioides